# Cryptocnemus haddoni
Cryptocnemus haddoni is een krabbensoort uit de familie van de Leucosiidae. De wetenschappelijke naam van de soort is voor het eerst geldig gepubliceerd in 1900 door Calman.